# Классификация Чайлда — Пью
Классификация Чайлда — Пью (также Чайлда — Тюркотта — Пью; англ. Child-Pugh, Child-Turcotte-Pugh) — оценочная методика, предназначенная для определения тяжести циррозов печени и выживаемости пациента. Кроме этого методика позволяет оценить вероятность летального исхода операции. Для определения показаний к трансплантации печени данная классификация в настоящее время не используется, так как заменена моделью MELD. Метод превосходит метод APACHE II в прогнозировании летального исхода в первые сутки наблюдения.
Впервые метод опубликован в 1964 году учёными-медиками Мичиганского университета Чарльзом Чайлдом и Джереми Тюркоттом, в 1972 году метод усовершенствован группой британских медиков во главе с Пью.  

## Метод оценки
В разных источниках имеются небольшие отличия по числовым данным: границам параметров, вероятности выживаемости и другим.
Тяжесть цирроза печени оценивается по сумме баллов от 1 до 3 для каждого из 5 или 6 параметров. Обычно оценивают следующие признаки.
| Параметр                  | 1 балл         | 2 балла                         | 3 балла                              |
| ------------------------- | -------------- | ------------------------------- | ------------------------------------ |
| Билирубин, мкмоль/л (мг%) | менее 34 (2,0) | 34—51 (2,0—3,0)                 | более 51 (3,0)                       |
| Альбумин, г/л             | более 35       | 28—35                           | менее 28                             |
| ПТВ, (сек) или ПТИ (%)    | 1—4 (более 60) | 4—6 (40—60)                     | более 6 (менее 40)                   |
| Асцит                     | Нет            | Мягкий, легко поддаётся лечению | Напряжённый, плохо поддаётся лечению |
| Печеночная энцефалопатия  | Нет            | Лёгкая (I—II)                   | Тяжёлая (III—IV) (рефрактерная)      |

Класс цирроза выставляется в зависимости от суммы баллов по всем параметрам. Сумма баллов 5—6 соответствует классу A, при сумме 7—9 — класс B, а при общей сумме в 10—15 баллов выставляется класс C.
Ожидаемая продолжительность жизни у больных класса А составляет 15—20 лет, послеоперационная летальность при полостном хирургическом вмешательстве — 10 %. Класс В является показанием для рассмотрения вопроса о пересадке печени; при этом послеоперационная летальность при полостном хирургическом вмешательстве достигает 30 %. У больных класса С ожидаемая продолжительность жизни достигает 1—3 года, а послеоперационная летальность при полостном вмешательстве — 82 %. На основании критериев Чайлда — Пью предложено оценивать необходимость в трансплантации печени: высокая необходимость у больных, относящихся к классу С, умеренная — у больных класса В и низкая — у больных класса А.

## Оценки выживаемости больных циррозом печени
Существуют разные оценки выживаемости больных циррозом печени. Например, следующие. Через запятую: в течение года, в течение двух лет.
- Для класса A: 100 %, 85 %
- Для класса B: 81 %, 57 %
- Для класса C: 45 %, 35 %